# Robert Labine
 (février 2019).
Si vous disposez d'ouvrages ou d'articles de référence ou si vous connaissez des sites web de qualité traitant du thème abordé ici, merci de compléter l'article en donnant les références utiles à sa vérifiabilité et en les liant à la section « Notes et références ».
Pour les articles homonymes, voir Labine.
Robert Labine, né le 23 décembre 1940 à Gatineau au Québec et mort le 4 février 2021 dans cette même ville, est un homme politique québécois. Il est maire de Gatineau de 1988 à 1994 et de 1999 à 2001.

## Biographie

### Carrière politique
Il commence sa carrière politique comme conseiller municipal de Gatineau en 1968. Il est élu maire de Gatineau en 1988 et confirmé à ce poste en 1991. Toutefois, en raison d’une allégation de conflit d’intérêts, il doit démissionner en 1994. Il est élu à nouveau maire de Gatineau en 1999 en défaisant Berthe Miron.
Au cours de l’an 2000, le gouvernement du Québec annonce son intention de fusionner Gatineau avec Hull, Aylmer, Masson-Angers et Buckingham. Des élections ont lieu et c’est l’ancien maire de Hull, Yves Ducharme, qui est élu maire de la nouvelle ville de Gatineau.
Plusieurs infrastructures voient le jour au cours de ses mandat, telle que la mairie, le quartier général de la police et les ateliers municipaux. Des travaux liés à la réfection des égouts et de l’aqueduc ont également lieu sous sa gouverne. Il ne parvient pas à réaliser le complexe sportif qui lui paraît si important pour le développement de la ville.

### Mort
Robert Labine meurt le 4 février 2021 à l'hôpital de Hull des suites d'un accident vasculaire cérébral.

## Prises de position
Robert Labine a une vision particulière de Gatineau et n'est pas particulièrement favorable à la fusion des cinq villes de l’Outaouais. Il s’oppose d'ailleur à ce projet à l’occasion d’un référendum sur cette question. Il accepte finalement cette idée lorsque le gouvernement du Québec impose la fusion[réf. nécessaire].

## Vie privée
Robert Labine est marié à Liette Tremblay et deux enfants sont issus de cette union, Louise et Robert Junior.